# Џаксонпорт (Арканзас)
Џаксонпорт (енгл. Jacksonport) град је у америчкој савезној држави Арканзас.

## Демографија
По попису из 2010. године број становника је 212, што је 23 (-9,8%) становника мање него 2000. године.
| Група             | 2000.       | 2010.       |
| Белци             | 222 (94,5%) | 189 (89,2%) |
| Афроамериканци    | 7 (3,0%)    | 11 (5,2%)   |
| Азијати           | 0 (0,0%)    | 0 (0,0%)    |
| Хиспаноамериканци | 0 (0,0%)    | 4 (1,9%)    |
| Укупно            | 235         | 212         |